# Marissa Kastanek
Marissa Lee Kastanek (ur. 31 maja 1990) – amerykańska koszykarka występująca na pozycjach rozgrywającej oraz rzucającej, posiadająca także polskie obywatelstwo, aktualnie zawodniczka VBW Arki Gdynia, reprezentantka kraju.
28 maja 2016 podpisała kolejną umowę ze Ślęzą Wrocław.
W maju 2018 otrzymała polskie obywatelstwo.
15 maja 2019 została zawodniczką Arki Gdynia.

## Osiągnięcia
Stan na 18 marca 2024, na podstawie, o ile nie zaznaczono inaczej.

### NCAA
- Uczestniczka turnieju NCAA (2010)
- Wicemistrzyni turnieju konferencji Atlantic Coast (ACC – 2010)
- Najlepszy pierwszoroczny zawodnik konferencji ACC (2010)
- Laureatka All-ACC Scholar-Athlete of the Year (2012, 2013)
- Zaliczona do:
  - I składu:
    - Freshman All-American (2010 przez Full Court Press)
      - ACC All-Freshman (2010)

    - All-ACC Academic (2010, 2012, 2013)
    - turnieju ACC (2012)

  - II składu:
    - ACC (2013)
    - turnieju ACC (2010)
    - Academic All-America (2012 przez CoSIDA Capital One)

  - składu:
    - All-Atlantic Coast Conference (ACC) Honorable Mention (2011, 2012)
    - NCAA Division I Academic All-America Team (2013 przez CoSIDA Capital One)

  - ACC Academic Honor Roll (2011)

### Drużynowe
- Mistrzyni:
  - Portoryko (2015)
  - Polski (2017[7], 2020, 2021[8])
- Brązowa medalistka mistrzostw Polski (2016, 2018, 2022[9], 2024[10])
- Zdobywczyni:
  - Pucharu Polski (2020, 2021)[11][12]
  - Superpucharu Polski (2020)[13]
- Finalistka:
  - Pucharu Polski (2016, 2017[14], 2022[15])
  - Superpucharu Polski (2021[16], 2022[17])
- Zwyciężczyni turnieju w Trutnovie (2017)[18]

### Indywidualne
- Najbardziej energetyczna zawodniczka EBLK (2021)[19]
- Zaliczona do:
  - I składu:
    - ligi portorykańskiej (2015 przez latinbasket.com)
    - zawodniczek zagranicznych ligi portorykańskiej (2015 przez latinbasket.com)
    - kolejki EBLK (18 – 2021/2022, 8 – 2022/2023)[20][21]

  - składu honorable mention ligi szwedzkiej (2014 przez eurobasket.com)
- Uczestniczka meczu gwiazd ligi portorykańskiej (2015)
- Liderka:
  - strzelczyń ligi czeskiej (2015)
  - w skuteczności rzutów za 3 punkty:
    - ligi portorykańskiej (2015 – 41,5%)
    - sezonu regularnego EBLK (2018)[22]

### Reprezentacja
- Uczestniczka igrzysk panamerykańskich (2011 – 7. miejsce)